# Acrolophus mycetophagus
Acrolophus mycetophagus är en fjärilsart som beskrevs av Davis 1990. Acrolophus mycetophagus ingår i släktet Acrolophus och familjen Acrolophidae. Inga underarter finns listade i Catalogue of Life.